# Алаотра-Мангоро
Алаотра-Монгоро (на френски: Alaotra-Mangoro) е един от двадесет и двата региона на Мадагаскар.
- Столица: Амбатондразака
- Площ: 31 948 км²
- Население (по преброяване през май 2018 г.): 878 000 души
- Гъстота на населението: 39,3 души/км²[1]

Регион Алаотра-Мангоро е разположен в провинция Тоамасина, в източната част на страната. Разделен е на 5 района.